# Domaine et réserve de Bombo-Lumene
Le domaine et la réserve de Bombo-Lumene sont un domaine de chasse et une réserve de faune de la république démocratique du Congo, situé dans la partie rurale de la ville-province de Kinshasa, entre la Bombo et la Lumene sur les plateaux Batéké. Le domaine a été créé en 1968, la réserve y a été créée en 1976 dans sa partie nord et est. Sa superficie est approximativement 350 000 ha.